# Bayerisches Landeskriminalamt

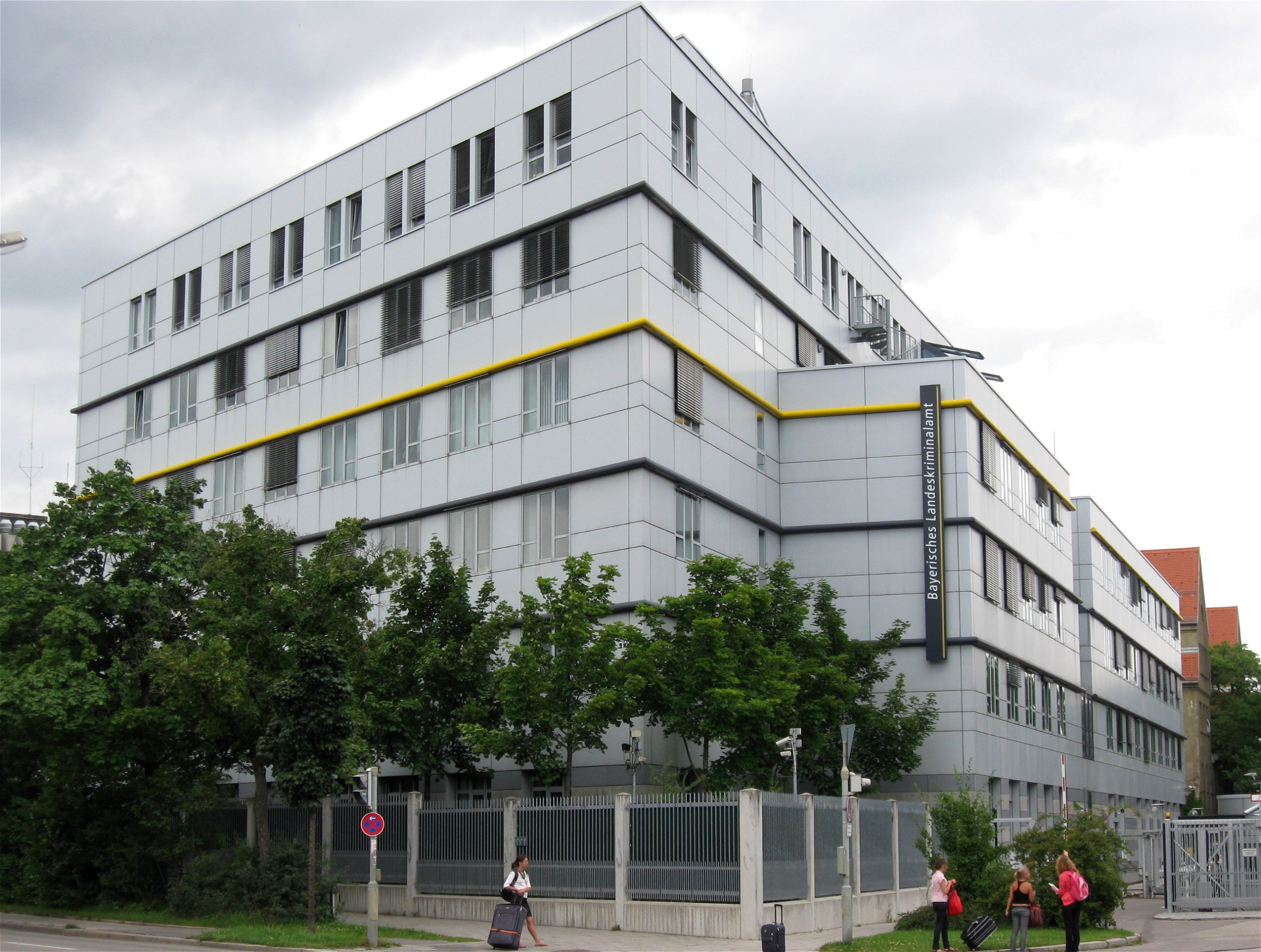
Dienstgebäude am Marsplatz, München

Das Bayerische Landeskriminalamt (BLKA) ist das Landeskriminalamt der Bayerischen Polizei mit Sitz in München (Stadtbezirk Maxvorstadt). Es unterhält je eine Außenstelle in Nürnberg und in Wegscheid.
Das BLKA ist eine übergeordnete polizeiliche Großbehörde der bayerischen Landespolizei und als solche eine Landesoberbehörde des Freistaates Bayern mit 6 Abteilungen, 19 Dezernaten und 85 Sachgebieten. Derzeitiger Präsident des Bayerischen LKA ist Norbert Radmacher (Stand: 2024).
Die Behörde verfügt über etwa 2000 Mitarbeiter einschließlich einer Vielzahl von Naturwissenschaftlern.
Im Jahr 2020 standen 375 Fahrzeuge zur Verfügung. Der Haushalt betrug 180,768 Mio. €.

## Geschichte
Am 11. Mai 1946 wurde das Landeserkennungsamt aufgrund der Verfügung Nr. 59 des Bayerischen Staatsministerium des Innern mit Dienstsitz im Palais Dürckheim in München gegründet. Noch im selben Jahr erfolgte die Umbenennung in Zentralamt für Kriminalidentifizierung, Polizeistatistik und Polizeinachrichtenwesen im Bayerischen Staatsministerium des Innern. Im Jahre 1949 erfolgte die Umbenennung in Zentralamt für Kriminalidentifizierung und Polizeistatistik des Landes Bayern. Im Jahre 1952 erfolgte die letzte Umbenennung in Bayerisches Landeskriminalamt. 1953 wurde das Präsidium der Landpolizei in das LKA eingegliedert. 1968 zogen die 468 Bediensteten in den Neubau der Maillingerstraße 15 ein (Marsfeld). Am 12. Mai 1972 verübte die Terrororganisation Rote Armee Fraktion einen Bombenanschlag auf den Hauptdienstsitz in München. Eine Autobombe verletzte fünf Polizeibeamte und beschädigte mehrere Polizeifahrzeuge.
Das Bayerische Landeskriminalamt hat als erstes unter den Landespolizeien die Marke von 100.000 übersandten Datensätzen für die DNA-Analysedatei übersprungen. Das entspricht zum Zeitpunkt Juni 2007 einer Quote von 21 % aller Bearbeitungen. Aufgrund der Daten konnten bislang 5385 Straftaten aufgeklärt werden, darunter 74 Morde und 186 Sexualstraftaten in Bayern.

## Auftrag und Organisation

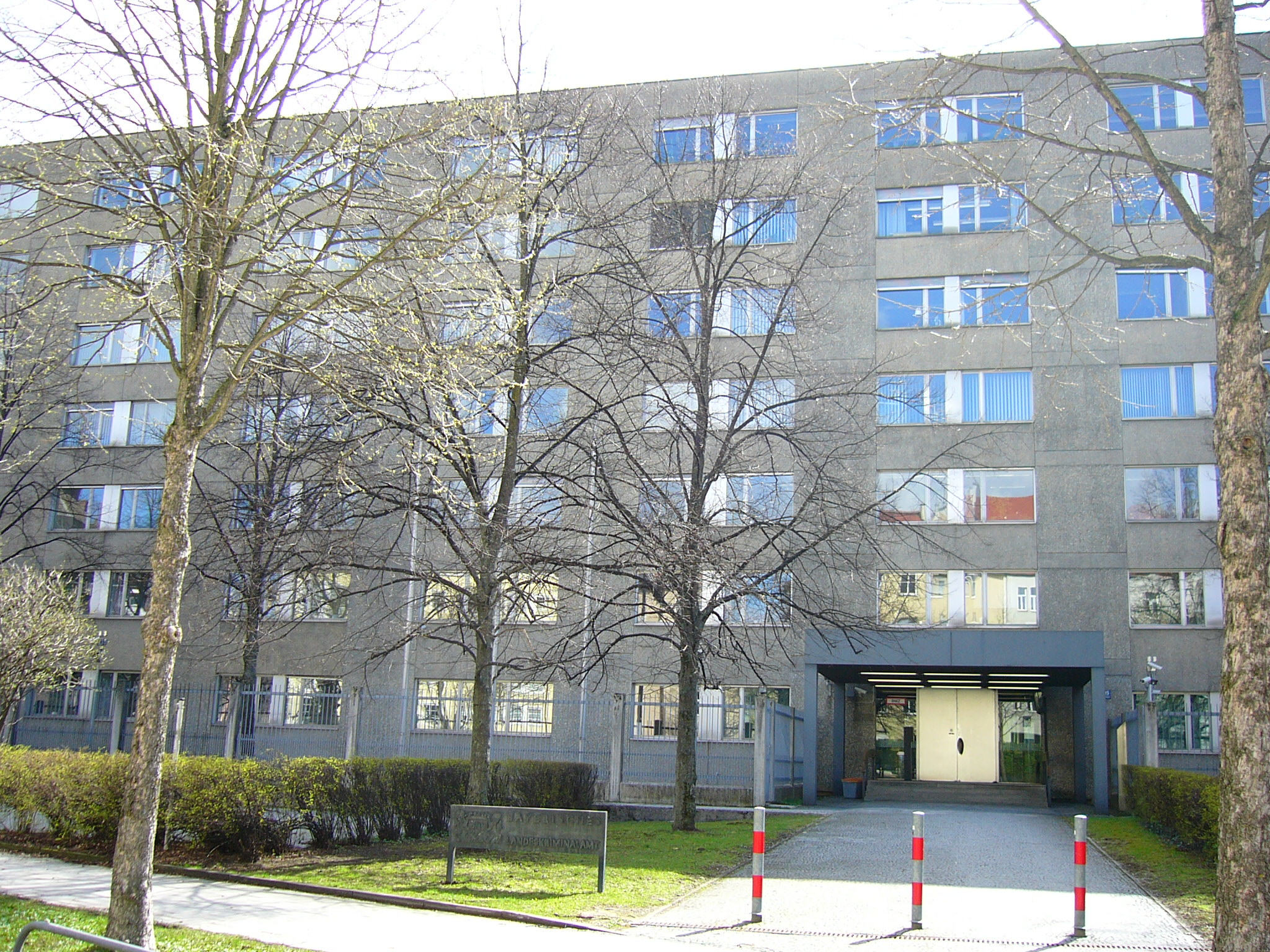
Dienstgebäude in München

Das BLKA hat folgende Aufgaben und Funktionen:
- Kriminalpolizeiliche Ermittlungsdienststelle.
- Zentrale Informations- und Kommunikationswesen der bayerischen Polizei, v. a. Datenverarbeitung und Telekommunikation (u. a. Fernmeldestelle) der Bayerischen Polizei, Innovation, Forschung und Prävention.

In Sachen Strafverfolgung ist das BLKA gem. dem Bayerischen Polizeiorganisationsgesetz u. a. zuständig für:
- Kernenergie-, Sprengstoff- und Strahlungsverbrechen
- Handel mit Betäubungsmitteln bei überörtlicher Begehung in großem Ausmaß
- Geld-, Kreditkarten-, Wertzeichen- und Wertpapierfälschung
- Friedensverrat, Hochverrat, Landesverrat und der Gefährdung der äußeren Sicherheit
- Bedeutende Straftaten nach Zuweisung durch das Staatsministerium des Innern
- Am 1. März 2013 wurde der Fachbereich aller internen Ermittlungen gegen bayerische Polizeibeamte ebenfalls dem Bayerischen Landeskriminalamt unterstellt.

Das BLKA arbeitet u. a. mit folgenden Behörden, internationalen Organisationen und Stellen zusammen: bayerische Polizeidienststellen, deutsche Staatsanwaltschaften und Gerichte, andere deutsche Landeskriminalämter, Bundeskriminalamt, Bundeszollverwaltung und EUROPOL.
Es unterhält ein eigenes Mobiles Einsatzkommando (MEK) sowie – wie üblich – einen Kriminaldauerdienst (KDD). Seit 1. Juli 1979 gibt es beim BLKA die „Kriminologische Forschungsgruppe der Bayerischen Polizei“.
Seit 2007 ist dem LKA das 2002 in Folge der Terroranschläge vom 11. September 2001 gegründete Strategische Innovationszentrum eingegliedert. Es war nach seiner Gründung im Bayerischen Innenministerium angesiedelt und befasst sich mit dem „Entwerfen von Analysen und Prognosen neuer Kriminalitätsszenarien“ Schwerpunkte der Tätigkeit sind die eines Frühwarnsystems hinsichtlich künftiger Entwicklungen und ein Monitoring der Technologie-Entwicklung unter dem Gesichtspunkt polizeilichen Wissens und polizeilicher Ausrüstung.

## Die LKA-Präsidenten
- 1946–1949: Robert Heindl
- 1951–1959: Franz Meinert
- 1959–1968: Hans Schneider
- 1969–1974: Eduard Kraus
- 1974–1988: Helmut Trometer
- 1988–1991: Heinz Lenhard
- 1991–2000: Hermann Ziegenaus
- 2000–2004: Heinz Haumer
- 2004–2007: Johann Georg Koch
- 2008–2015: Peter Dathe
- 2015–2020: Robert Heimberger
- 2020–2024: Harald Pickert
- seit 2024: Norbert Radmacher[9]

## Namenskonvention
Die übliche Konvention für die Namen der Landeskriminalämter lautet: Landeskriminalamt Landesname (z. B. „Landeskriminalamt Bremen“). Von dieser Konvention weichen Hessen und Bayern ab.

## Prominente Einsätze zur Bekämpfung von Extremismus und Terrorismus

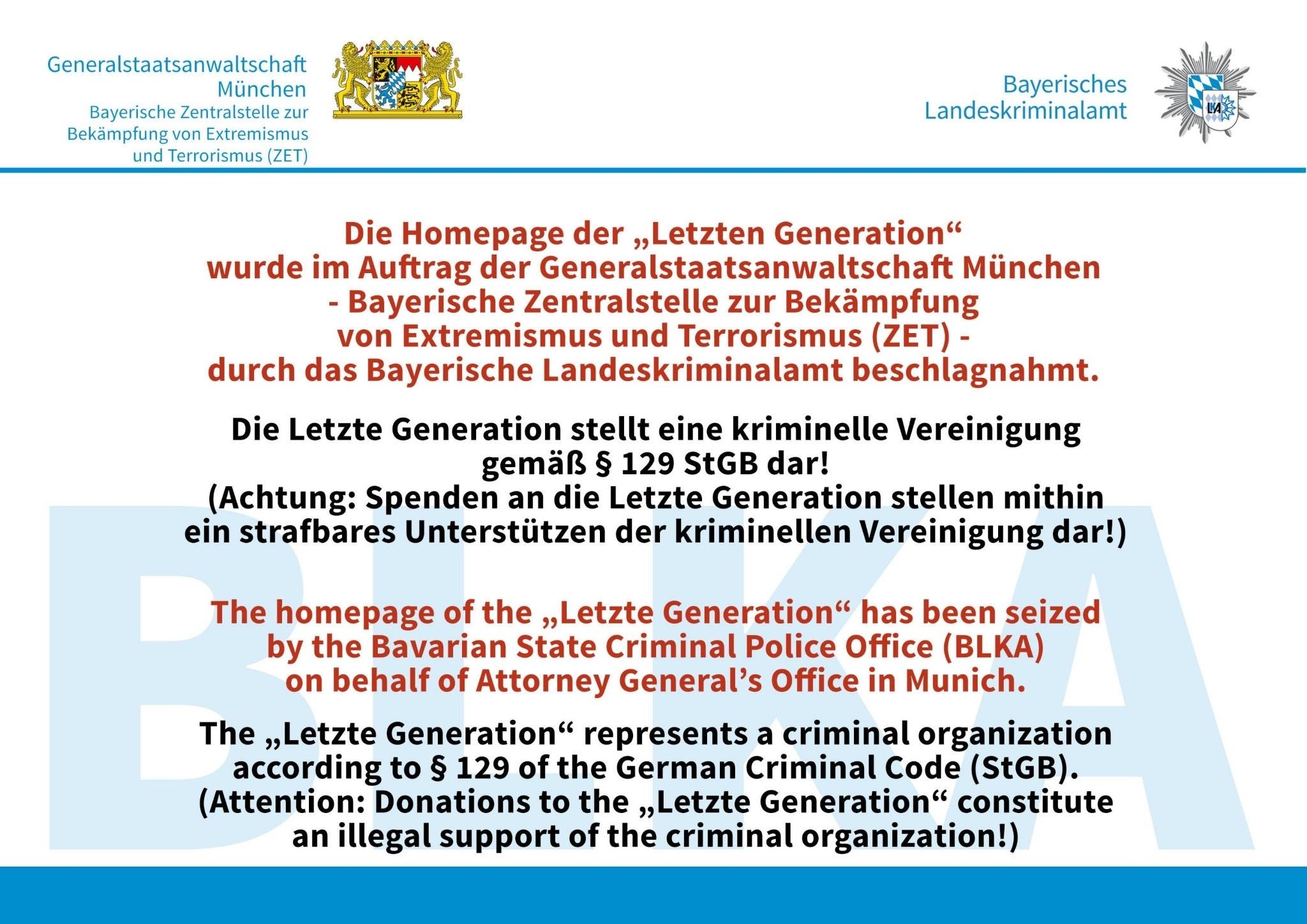
Erste offizielle Mitteilung auf der gesperrten Webseite [https://www.polizei.bayern.de/mam/aktuelles/warnmeldungen/230524_blka_gsta_lg.jpg letztegeneration.de

Am Morgen des 24. Mai 2023 veranlasste das Bayerische Landeskriminalamt bundesweite Hausdurchsuchungen bei Klimaaktivisten der Letzten Generation. Die Website letztegeneration.de wurde von der Polizeibehörde LKA Bayern auf Basis des Ermittlungsverfahrens wegen „Bildung einer kriminellen Vereinigung“ gesperrt. Zeitgleich wurden mehrere Spendenkonten beschlagnahmt.
Ein umstrittener erster Wortlaut in dem Text, auf der gesperrten Website der „Letzten Generation“ der von der Generalstaatsanwaltschaft München und dem Bayerischen Landeskriminalamt erstellt wurde, musste nachträglich geändert werden. Dort wurde die Klima-Gruppierung als „kriminelle Vereinigung“ bezeichnet und dass Spenden eine Unterstützung der kriminellen Vereinigung und damit eine Straftat darstelle, ohne dass es gerichtlich festgestellt war. Daher musste der Text von den Behörden geändert werden.